# Сурозька єпархія РПЦ
Суро́зька єпа́рхія (рос. Сурожская епархия; англ. Diocese of Sourozh) — зарубіжна єпархія Російської православної церкви, що охоплює Велику Британію та Ірландію. Утворена у 1962 році.

## Устрій
Після розділення 2006 року, коли частина парафій на чолі з єпископом Василієм (Осборном) перейшла до Константинопольського Патріархату, у єпархії залишилось 19 парафій, дві з яких ставропігіальні.

### Парафії
Парафії станом на 1 січня 2008 року
- Бристоль (Ейвон) — Свято-Троїцька парафія [недоступне посилання з липня 2019]
- Кембридж (Кембриджшир) — парафія св. Єфрема Сиріна [недоступне посилання з липня 2019]
- Дербі (Дербішир) — парафія св. Давида [недоступне посилання з липня 2019]
- Дарем — парафія св. Кутберта і св. Беди [недоступне посилання з липня 2019]
- Глазго (Шотландія) — парафія св. Миколая
- Кінгс Лінн (Шотландія) — парафія
- Лондон, Найтсбрідж — Єпархіальний собор Успіння Божої Матері і Всіх Святих
- Ньюарк (Ноттінгемшир) — парафія св. Паулінуса Йоркського
- Ноттінгем (Ноттінгемшир) — парафія св. Айдана і св. Чада
- Оксфорд (Оксфордшир) — парафія св. Миколая Чудотворця
- Портсмут (Гемшир) — парафія свв. Петра і Павла
- Свідон (Вілтшир) — парафія свв. Петра і Павла
- Тавісток (Девон) — каплиця ікони Божої Матері «Нечаянна Радість»
- Тотнес (Девон) — каплиця парафії св. Антонія і св. Іллі
- Труро (Корнуолл) — церква св. Андрія
- Танбрідж-Велс (Кент) — парафія св. Луки
- Волсінгем (Норфолк) — каплиця ікони Божої Матері «Живоносне Джерело»

#### Ставропігійні парафії
Парафії, що знаходяться у прямому підпорядкування Патріарха Московського і всієї Русі, але тісно пов'язані з життям і місією Сурозкої єпархії.
Храм свв. Петра і Павла (Дублін, Ірландія)
Духовенство: протоієрей Михаїл Гоголев, ієрей Георгій Завершинський, диякон Николай Євсеєв.
Адреса: Harold's Cross Road, Dublin 6, Ireland
Вебсайт: http://www.stpeterstpaul.net
Храм Покрова Пресвятої Богородиці і Святих Мучеників та Сповідників Російських (Манчестер)
Духовенство: архієпископ Анатолій Керченський, диякон Євгеній Селенський
Адреса: 64 Clarence Road, Longsight, Manchester M13 0YE
Контактна особа: М-р Джордж Денс /George Dance/, 3 The Green, Hawk Green, Marple, Stockport, Cheshire SK6 7HT

### Сайти
- Official site of the Офіційний сайт єпархії
- Офіційний сайт єпископального вікаріатства Великої Британій та Ірландії Екзархату парафій руської традиції у Західній Європі Вселенського Патріархату (колишній єпископ і парафії, що покинули Сурозьку єпархію)